# فوجيموتو كازوكو
فوجيموتو كازوكو (باليابانية: 藤本和子؛ بالكانا: ふじもと かずこ) هي مقالاتية ومترجمة يابانية، ولدت في 1939 في طوكيو في اليابان.